# Мечеть Синана-паши (Стамбул)
Мече́ть Сина́на-паши́ (тур. Sinan Paşa Camii) — мечеть в микрорайоне Синанпаша района Бешикташ в европейской части Стамбула.

## История
Строительство мечети заказал капудан-паша, а также брат великого визиря Рустема-паши, Синан-паша, так и не доживший до окончания строительства. Архитектором был назначен знаменитый Мимар Синан. Считается, что образцом при строительстве мечети Мимар Синан выбрал мечеть Юч Шерефели в Эдирне. Мечеть прямоугольной формы, центральная часть накрыта куполом на парусах. При мечети имелось медресе. Фонтан для омовений сделан из мрамора. Минбар, справа от которого находится михраб, украшен цветочным орнаментом и каллиграфией.
Через дорогу от мечети расположен мавзолей знаменитого Барбароссы; недалеко находится пристань Барбароссы.